# Бехтерєв Дмитро Миколайович
Бехтерєв Дмитро Миколайович (4 листопада 1949) — російський академічний веслувальник.
Срібний призер Олімпійських Ігор 1976 року в складі розпашної двійки зі стерновим.